# Ceratosuchus
Ceratosuchus — це вимерлий рід алігаторових крокодилів із найпізніших палеоценових порід басейну Пісенс у Колорадо та найдавніших еоценових порід басейну Бігхорн у штаті Вайомінг у Північній Америці, відрізок часу, відомий як кларкфоркська епоха наземних ссавців Північної Америки. Як і його сучасні родичі, Ceratosuchus був болотним хижаком. Він названий на честь пари сплощених трикутних кісткових пластинок, які відходять від потилиці. Типовим видом є C. burdoshi, назва, обрана Музеєм Філда після того, як Теодор Бурдош виявив майже повний череп під час експедиції до Західного Колорадо в 1937 році.

## Опис
Ceratosuchus був названий у 1938 році К. П. Шмідтом по черепу з Колорадо. Інші останки, включно з додатковими черепами, нижньою щелепою та шийною бронею, були знайдені у Вайомінгу палеонтологами Мічиганського університету та описані Вільямом Бартелсом у 1984 році. Череп алігаторина середнього розміру найпримітніший своїми рогами, утвореними розширенням кісток (сквамозальних кісток), які утворюють задні кути даху черепа. Ці роги були цибулинними і загостреними вгору. Передня частина нижньої щелепи мала сплощену форму, а розташовані тут зуби частково спрямовані вперед, лопатоподібної форми. Зуби мали різну форму; перші тринадцять зубів на нижній щелепі були загостреними, а останні сім змінювалися від лопатчатої до великої кулястої форми. Окрім рогів, череп і особливо нижня щелепа Ceratosuchus були дуже схожі на череп його сучасника Allognathosuchus.

## Палеобіологія
Хоча Ceratosuchus є єдиним відомим рогатим алігаторином, роги не є невідомими для крокодилів; подібні структури відомі у двох видів: Voay robustus і Crocodylus rhombifer. Бартельс припустив, що невеликий розмір і грубість рогів роблять їх малоймовірною зброєю, а їхній малий розмір також робить малоймовірним використання для демонстрації загрози. Натомість він віддав перевагу використанню їх як сигналів для розпізнавання видів: у цьому випадку роги дозволять Ceratosuchus і видам Allognathosuchus розрізняти один одного.
Попри те, що тупі задні зуби Allognathosuchus і Ceratosuchus традиційно інтерпретувалися як такі, що харчуються молюсками або черепахами, Бартелс зазначив, що ці крокодили були надто малі, щоб харчуватися великими двостулковими або немолодими черепахами, і що сучасні крокодили зазвичай ковтають равликів цілком. Натомість він припустив, що морфологія черепа та знос зубів краще відповідають загальному хижацтву різноманітних безхребетних і хребетних.